# Suspicious Cargo
Suspicious Cargo is een videospel voor de platforms Commodore Amiga. Het spel werd uitgebracht in 1991. 

## Platforms
| Jaar | Platform |
| ---- | -------- |
| 1991 | Amiga    |
| 1992 | Atari ST |

## Ontvangst
| Beoordeeld door                      | Platform | Datum         | Score |
| ------------------------------------ | -------- | ------------- | ----- |
| ST Format                            | Atari ST | februari 1992 | 79%   |
| ASM (Aktueller Software Markt)       | Amiga    | januari 1992  | 75%   |
| Amiga Joker                          | Amiga    | november 1991 | 70%   |
| Joker Verlag präsentiert: Sonderheft | Atari ST | 1993          | 68%   |
| Joker Verlag präsentiert: Sonderheft | Amiga    | 1993          | 68%   |
| Power Play                           | Amiga    | januari 1992  | 60%   |